# Eleonora Giorgi (aktorka)
Eleonora Giorgi (ur. 21 października 1953 w Rzymie, zm. 3 marca 2025 tamże) – włoska aktorka.

## Życiorys
Giorgi urodziła się w Rzymie we Włoszech. Jej ojciec był pochodzenia włoskiego i angielskiego, natomiast matka była pochodzenia włoskiego i węgierskiego.
Zadebiutowała w filmie w drugoplanowej roli w horrorze Paolo Cavary Czarny brzuch tarantuli (1970), a następnie pojawiła się w prawie pięćdziesięciu filmach, głównie w głównych rolach. Po raz pierwszy zagrała w filmie Domenico Paolelli Historia zakonnicy klauzurowej (1973), w wieku osiemnastu lat. Następnie wzięła udział w dramacie fantasy Pocałunek w reżyserii Mario Lanfranchiego oraz w komediach erotycznych, takich jak La sbandata Salvatore Samperiego (1974), w których gra u boku Domenico Modugno i Luciany Paluzzi, Alla mia cara mamma nel giorno del suo compleanno Luciano Salce’a (1974), The Sex Machine Pasquale Festa Campanile (1975) oraz Appassionata Gianluigiego Calderone, która zyskała uznanie publiczności.
Role w filmach takich jak To Forget Venice (1979) Franco Brusatiego, Inferno (1980) Dario Argento, Portrait of a Woman, Nude (1981) Nino Manfrediego i Beyond the Door (1982) Liliany Cavani to jedne z jej najbardziej znanych i niezwykłych ról dramatycznych, ale na początku lat osiemdziesiątych Giorgi postanawia powrócić do komedii. Za rolę w Talcum Powder (1982) Carlo Verdone’a zdobyła nagrodę Nastro d’argento i nagrodę Davida di Donatello dla najlepszej aktorki.
W 2003 roku Giorgi napisała i wyreżyserowała swój pierwszy film Uomini & donne, amori & bugie z Ornellą Muti.
Po walce z chorobą nowotworową trzustki od końca 2023 roku, Giorgi zmarła 3 marca 2025 roku w wieku 71 lat.

## Życie prywatne
W 1974 roku Giorgi straciła swojego chłopaka, aktora Alessandro Momo, w wypadku motocyklowym.
Giorgi była w latach 1979-1983 żoną producenta filmowego i wydawcy Angelo Rizzoli, z którym miała syna Andreę (urodzonego w 1980 roku). W 1991 roku miała kolejnego syna, Paolo, z aktorem Massimo Ciavarro, z którym była w związku małżeńskim w latach 1993–1996.
Była w związku z pisarzem Andreą De Carlo w latach 1996–2007.